# T. J. Oshie
Timothy Leif „T. J.“ Oshie junior (* 23. Dezember 1986 in Mount Vernon, Washington) ist ein ehemaliger US-amerikanischer Eishockeyspieler. Der rechte Flügelstürmer bestritt zwischen 2008 und 2024 über 1000 Partien in der National Hockey League (NHL) und lief dabei für die St. Louis Blues und die Washington Capitals auf. Mit den Capitals gewann er dabei in den Playoffs 2018 den Stanley Cup. Mit der Nationalmannschaft der USA gewann er die Bronzemedaille bei der Weltmeisterschaft 2013 und nahm mit ihr an den Olympischen Winterspielen 2014 teil.

## Karriere

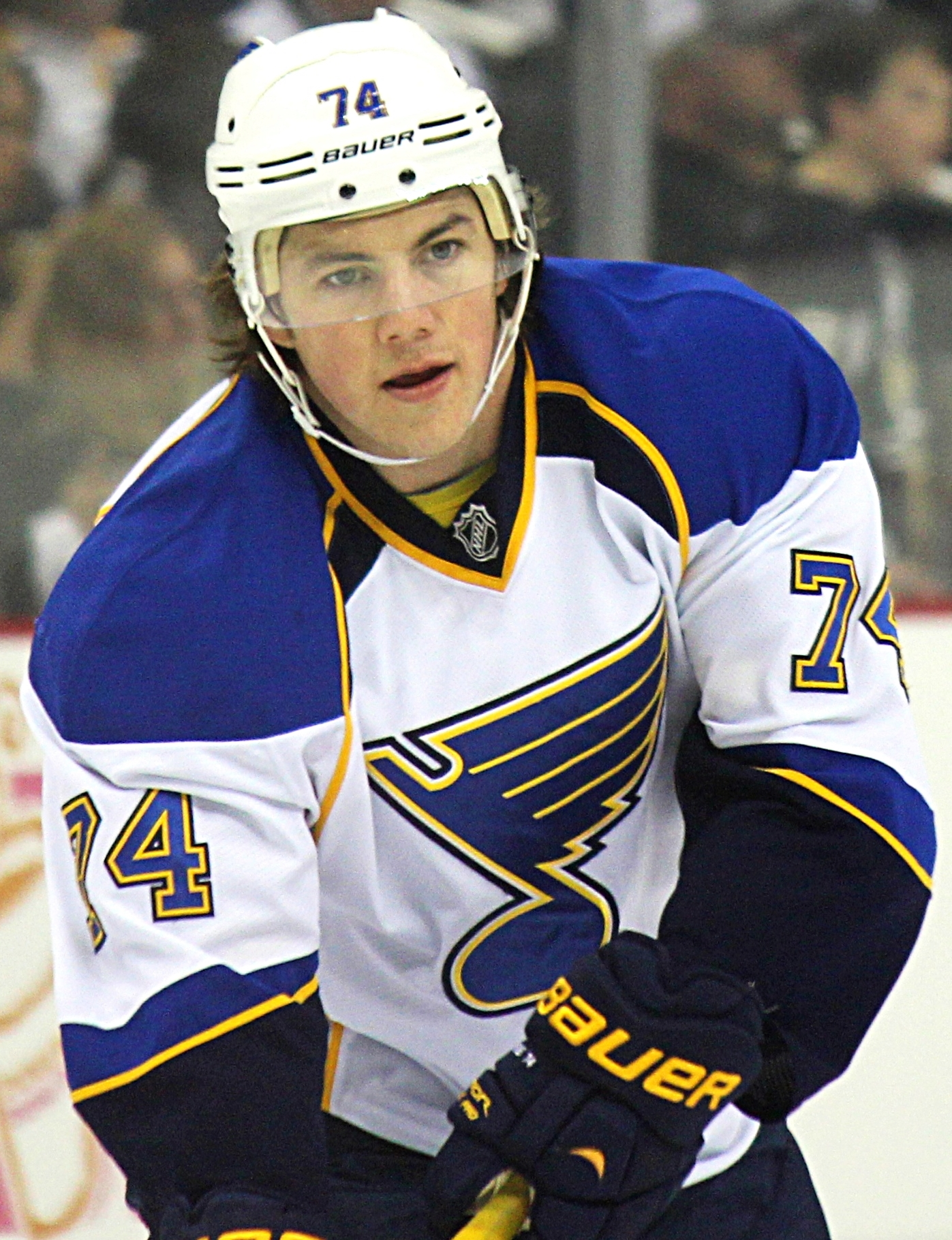
Oshie im Trikot der St. Louis Blues (2014)

Oshie spielte drei Jahre in der Mannschaft der Warroad High School im Bundesstaat Minnesota. Dort kam er in 93 Einsätzen auf 104 Tore und 137 Assists und führte sein Team zu zwei State Championships. Die Saison 2004/05 beendete er bei den Sioux Falls Stampede in der United States Hockey League (USHL). Dort kam in elf Partien zum Einsatz und wusste mit fünf Scorerpunkten zu überzeugen. Sein großes Potential bescherte ihm für den NHL Entry Draft 2005 gute Aussichten früh von einem der 30 Franchises der National Hockey League (NHL) ausgewählt zu werden. Schließlich zogen ihn die St. Louis Blues in der ersten Runde an der 24. Position.
Nach der Sommerpause begann der Stürmer sein Studium an der University of North Dakota, wo er gleichzeitig für das hiesige Eishockeyteam in der Western Collegiate Hockey Association (WCHA), einer Division im Spielbetrieb der National Collegiate Athletic Association (NCAA) auflief. In seinem Rookiejahr gewann Oshie mit dem Team auf Anhieb die Meisterschaft der WCHA und wurde ins All-Rookie Team der Division gewählt. Dies hatte er vor allem seinen 45 Punkten aus 44 Ligaspielen zu verdanken. Im Folgejahr verbesserte der US-Amerikaner seine Offensivwerte, als ihm 52 Scorerpunkte in 43 Partien gelangen. Zwar erhielt er für diese Steigerung im Vergleich zum Vorjahr keine erneute Nominierung in eines der Auswahlteams, doch dies konnte er in seinem dritten Jahr in der Liga verwirklichen. Oshie verbuchte zwar weniger Punkte als in der Vorsaison, doch sein komplettes Spiel bescherte ihm sowohl die Nominierung für das WCHA First All-Star Team als auch das NCAA West First All-American Team.
Vor Beginn der Saison 2008/09 holten die St. Louis Blues den Stürmer – den sie am 13. Mai 2008 zur Unterschrift unter seinen ersten Profivertrag gebracht hatten – in ihre Organisation, obwohl er noch ein Jahr am College hätte spielen können. Im Verlauf des saisonvorbereitenden Trainingscamps gelang es Oshie, sich einen Stammplatz im Kader des im Umbruch befindlichen Teams zu erkämpfen. Somit gab er am 10. Oktober zum Saisonauftakt gegen die Nashville Predators sein Debüt in der NHL. Drei Tage später verbuchte er gegen die Toronto Maple Leafs seinen ersten Scorerpunkt. Anschließend zwang Oshie eine Sprunggelenksverletzung, den ganzen November zu pausieren. Nach einem zwei Spiele andauernden Comeback im Dezember fiel er erneut bis Ende des Monats aus, da die Verletzung wieder aufgebrochen war. Zum Beginn des Jahres 2009 war der US-Amerikaner wieder beschwerdefrei und fand seine Form. Im restlichen Verlauf der Spielzeit steigerte er sich kontinuierlich, was im März dazu führte, dass er die Auszeichnung zum NHL-Rookie des Monats erhielt und zudem maßgeblichen Anteil am ersten Playoff-Einzug der Blues seit der Saison 2003/04 hatte. Insgesamt bestritt der Center in seiner ersten NHL-Saison 57 Partien, in denen ihm 39 Punkte gelangen. In der Saison 2009/10 konnte er sich in der Mannschaft etablieren und brachte es auf weitere 76 Spiele. In der folgenden Spielzeit brach er sich das linke Fußgelenk, als Samuel Påhlsson in einem Zweikampf unglücklich auf Oshies Bein fiel.

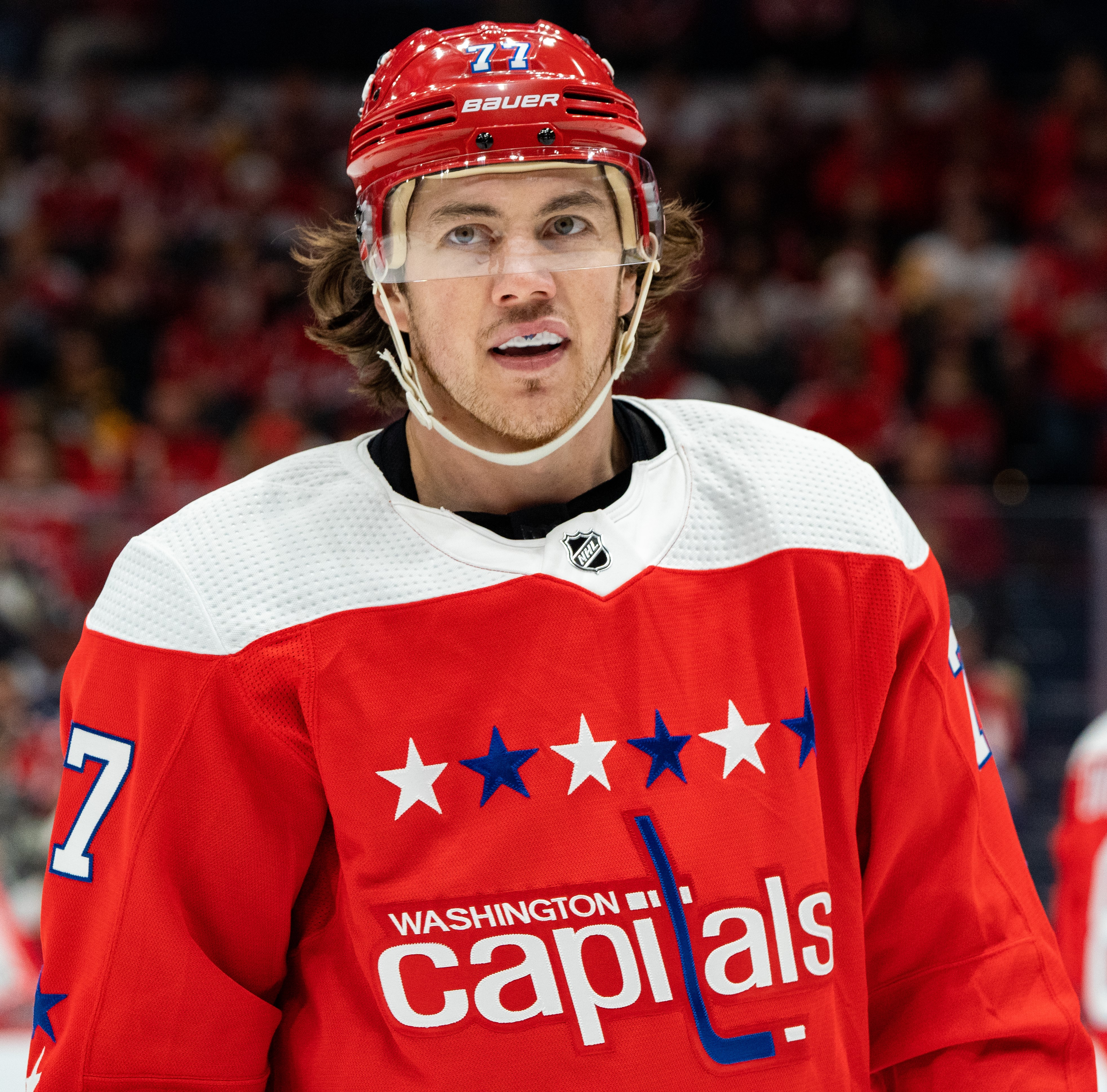
Oshie als Spieler der Washington Capitals (2020)

Nach sieben Jahren in St. Louis wurde Oshie im Juli 2015 an die Washington Capitals abgegeben. St. Louis erhielt im Gegenzug Troy Brouwer, Pheonix Copley sowie ein Drittrunden-Wahlrecht im NHL Entry Draft 2016. Nach einer Saison unterzeichnete der Angreifer einen neuen Achtjahresvertrag in Washington, der ihm ein durchschnittliches Jahresgehalt von 5,75 Millionen US-Dollar einbringen soll. Anschließend gewann er mit den Caps in den Playoffs 2018 den Stanley Cup. Im März 2024 bestritt Oshie seine insgesamt 1000. Partie der regulären Saison in der NHL. Nachdem er in der Saison 2024/25 aufgrund einer chronischen Rückenverletzung kein Spiel für die Capitals absolviert hatte, verkündete er im Juni 2025 das Ende seiner aktiven Karriere. Insgesamt hatte er in der NHL 1010 Partien absolviert und dabei 695 Scorerpunkte verzeichnet.

### International
Oshie vertrat die USA erstmals bei der U20-Junioren-Weltmeisterschaft 2007, als er in sieben Partien ein Tor erzielen konnte. Die Mannschaft erreichte in diesem Jahr den dritten Rang und gewann die Bronzemedaille, nachdem sie im Halbfinale erst im Penaltyschießen am Rivalen Kanada gescheitert war und im Spiel um den dritten Platz Schweden besiegt hatte.
Im Seniorenbereich erhielt der Stürmer nach dem frühzeitigen Ausscheiden der St. Louis Blues aus den Playoffs der Saison 2008/09 eine Nominierung für die Welttitelkämpfe 2009 in der Schweiz. Ein Jahr später spielte er bei der Weltmeisterschaft in Deutschland.
Bei der Weltmeisterschaft 2013 in Stockholm und Helsinki war er erneut Teil der Nationalmannschaft und gewann mit dieser die Bronzemedaille. Im Februar 2014 nahm er an den Olympischen Winterspielen in Sotschi teil. Im Spiel gegen Russland schoss er im Penaltyschießen insgesamt sechs Penalties und erzielte dabei vier Tore. Da die anderen Schützen der Amerikaner nicht trafen, war Oshie der einzige Torschütze seiner Mannschaft, womit er sie im Alleingang zum Sieg über Russland führte. Er war der erste Spieler dem dies gelang.
Im September 2016 vertrat er sein Heimatland bei der Neuauflage des World Cup of Hockey, schied mit dem Team jedoch bereits in der Gruppenphase aus.

## Erfolge und Auszeichnungen
| - 2006 Broadmoor-Trophy-Gewinn mit der University of North Dakota - 2006 WCHA All-Rookie Team - 2008 WCHA First All-Star Team - 2008 NCAA West First All-American Team | - 2009 NHL-Rookie des Monats März - 2018 Stanley-Cup-Gewinn mit den Washington Capitals - 2020 Teilnahme am NHL All-Star Game |

### International
- 2007 Bronzemedaille bei der U20-Junioren-Weltmeisterschaft
- 2013 Bronzemedaille bei der Weltmeisterschaft

## Karrierestatistik

### International
Vertrat die USA bei:
| - U20-Junioren-Weltmeisterschaft 2007 - Weltmeisterschaft 2009 - Weltmeisterschaft 2010 | - Weltmeisterschaft 2013 - Olympischen Winterspielen 2014 - World Cup of Hockey 2016 |

(Legende zur Spielerstatistik: Sp oder GP = absolvierte Spiele; T oder G = erzielte Tore; V oder A = erzielte Assists; Pkt oder Pts = erzielte Scorerpunkte; SM oder PIM = erhaltene Strafminuten; +/− = Plus/Minus-Bilanz; PP = erzielte Überzahltore; SH = erzielte Unterzahltore; GW = erzielte Siegtore; 1 Play-downs/Relegation; Kursiv: Statistik nicht vollständig)